# Jang Chan-jae
Jang Chan-jae (* 6. Januar 1989) ist ein ehemaliger südkoreanischer Radrennfahrer.

## Radsportlaufbahn
Jang Chan-jae gewann 2007 bei der Asienmeisterschaft auf der Bahn die Goldmedaille im Madison zusammen mit Jang Sun-jae und die Bronzemedaille in der Mannschaftsverfolgung. In der Saison 2010 gewann er auf der Straße eine Etappe bei der Tour de Seoul. 2011 gewann er auf der Straße jeweils eine Etappe bei der Tour de Korea und bei der Tour de Singkarak. 2012 gewann er eine weitere Etappe der Tour de Korea und wurde südkoreanischer Meister im Straßenrennen.

## Erfolge
2007
- Asienmeister – Madison (mit Jang Sun-jae)
- Asienmeisterschaft – Mannschaftsverfolgung (mit Hwang In-hyeok, Jang Sun-jae und Kim Tae-gyun)

2010
- eine Etappe Tour de Seoul

2011
- eine Etappe Tour de Korea
- eine Etappe Tour de Singkarak
- Universiade – Teamzeitfahren

2012
- eine Etappe Tour de Korea
- Südkoreanischer Meister – Straßenrennen